# Nototriche nivea
Nototriche nivea är en malvaväxtart som beskrevs av Arthur William Hill. Nototriche nivea ingår i släktet Nototriche och familjen malvaväxter. Inga underarter finns listade i Catalogue of Life.